# نبرد اوتلوق‌بئلی
نبرد اوتلُق‌بِلی نبرد بین آق قونونلو و امپراتوری عثمانی بود که در ۱۱ اوت سال ۱۴۷۳ جنگیدند.

## دلایل درگیری
سیاست نظامی تهاجمی محمد فاتح در تصرف تاج و تخت امپراتوری بیزانس منجر به سقوط قسطنطنیه در سال ۱۴۵۳ شد. حاکمان مستقل بیزانس یونان پس از این واقعه، همچنان در برخی مناطق حکومت کردند. یکی از این حوزه‌ها، امپراتوری ترابوزان بود. هنگامی که در سال ۱۴۶۱، محمد برای پاک کردن بقایای حکومت بیزانس راهی شرق شد، با آق‌قویونلو، قبیله ای که حاکم بر اراضی عظیم در آناتولی شرقی روبرو شد. 
رهبر آنها، اوزون حسن، سنت روابط نزدیک بین تاج و تخت بیزانس و پادشاهی خود را ادامه داد، بنابراین وی از امپراتوری ترابوزان حمایت کرد و به آنها کمک‌های نظامی فرستاد، اما حمایت او برای نجات ترابوزان از نیروهای عثمانی کافی نبود. سلطان محمد فاتخ تمام منطقه دریای سیاه شرقی را فتح کرد. اوزون حسن تصمیم گرفت از قدرتهای مسیحی کمک بخواهد، زیرا فکر می‌کرد که عثمانی‌ها به سلطنت خودش چشم دارند؛ بنابراین، وی تصمیم گرفت با جمهوری ونیز، رقیب امپراتوری عثمانی در آن زمان، پیمانی منعقد کند. 
در پاسخ به پیمان اوزون حسن با ونیز، سلطان عثمانی محمد فاتح، ابتدا گروهی از سپاهیان ینی چری را که به فرماندهی چهره‌های مختلفی از جمله Radu cel Frumos ارسال کرد، این قشون‌ها از پادگان‌های مهم محافظت می‌کردند و در انتظار حمله عثمانی بر شورشیان آناتولی بودند. 
یکی دیگر از دلایل ایجاد تنش میان آق‌قویونلو و عثمانی، موضع‌گیری سیاسی قبیله قدرتمند دیگر آناتولی، قرامانیان بود. قاسم بیگ، حاکم قرامانیان، از قدرت در حال رشد اوزون حسن حمایت می‌کرد. این دو قدرت با همکاری علیه پیشروی عثمانی در آناتولی کار می‌کردند. در سال ۱۴۷۱، یک عملیات موفقیت‌آمیز عثمانی علیه قرامانیان قدرت قبیله را کاهش داد. 

## نبرد
سلطان محمد فاتح، با ارتش خود در سال ۱۴۷۳ بازگشت تا اوزون حسن را شکست دهد. آق‌قویونلو‌ها دارای ارتشی سنتی بودند که حاوی مقادیر قابل توجهی سوارهٔ سبک بود در حالی که ارتش عثمانی از آخرین فنون جنگ استفاده می‌کرد؛ آن‌ها با اسلحه و توپ آمدند. این اختلاف بین قدرت‌های دو ارتش، سبب شد که طرف عثمانی به یک پیروزی قاطع دست یابد؛ در حالی که ارتش آق‌قویونلو تقریباً در یک روز نابود شدند.

## عواقب بعدی
عثمانی‌ها، قدرت آق‌قویونلو در شرق را تقریباً نابود کردند. آق‌قویونلو، سال‌های بعد، توسط شاه اسماعیل ایران به کلی نابود شد. این پیروزی امپراتوری صفوی، دشمن جدیدی را برای امپراطوری عثمانی در شرق به وجود می‌آورد؛ مسابقهٔ بین دو امپراطوری با سقوط سلسله صفوی از قدرت در قرن هجدهم به پایان رسید.